# Bunuri mobile din domeniul medalistică clasate în patrimoniul cultural național al României aflate în județul Constanța
Acestă listă conține bunurile mobile din domeniul medalistică clasate în Patrimoniul cultural național al României aflate la momentul clasării în județul Constanța.

## Tezaur
| Foto | Informații generale                                                  | Detalii tehnice | Descriere | Deținător                        | Legături |
| ---- | -------------------------------------------------------------------- | --- | --- | -------------------------------- | -------- |
|      | Intrarea în serviciu a monitoarelor tip "Mihail Kogălniceanu" (1907) | Școală: H. Schafer - 06 Descoperit: jud. Constanța, Constanța Dimensiuni: lungime - 39,1 cm, lățime - 20,5 cm Material: bronz                         | Descriere avers: Prezintă în relief silueta unui monitor în marș pe Dunăre, în colțul din stânga sus apare o porțiune de vegetație | Muzeul Marinei Române, Constanța | Cimec    |
|      | Vulturul Alb, clasa a III-a                                          | Datare: prima jumătate a secolului al XX-lea Descoperit: jud. Constanța, Constanța Dimensiuni: lungime brațe cruce - 47 mm Material: metal, email alb | Descriere avers: pe brațele orizontale ale crucii sunt fixate două spade încrucișate Descriere revers: o cruce de Malta emailată în alb, între brațele căreia se află câte o acvilă ce se sprijină pe un cerc emailat alb; pe fiecare parte este ștanțată zvastica | Muzeul Marinei Române, Constanța | Cimec    |